# Martinet des tépuis
Streptoprocne phelpsi
Espèce
Synonymes
- Cypseloides phelpsi Collins, 1972
(protonyme)

Statut de conservation UICN

 LC  : Préoccupation mineure
Le Martinet des tépuis (Streptoprocne phelpsi) est une espèce d'oiseaux de la famille des Apodidae.
Cet oiseau fréquente les tepuys du Venezuela et régions limitrophes (Guyana et nord du Brésil).